# Mezerana
Mezerana è un comune dell'Algeria, situato nella provincia di Médéa.